# Křidýlko nebo stehýnko
Křidýlko nebo stehýnko (v originále L'aile ou la cuisse) je francouzská filmová komedie z roku 1976, ve které hrál Louis de Funès.
Louis de Funès v roce 1974 utrpěl srdeční infarkt a strávil téměř rok na lůžku. V roce 1976 mu významný producent Christian Fechner (série filmů Bažanti, Zvíře) navrhl, aby s ním režisér Claude Zidi natáčel film Křidýlko nebo stehýnko a Louis de Funès souhlasil. Natáčení probíhalo za zvláštních podmínek. Rozhodující souhlas musela udělit pojišťovna, která film pojistila, protože natáčení s kardiakem bylo téměř nepojistitelné. A jedině díky Fechnerovu úsilí pojišťovna souhlasila. Na natáčení byla neustále přítomna sanitka a kardiolog. Filmový štáb souhlasil s denní výplatou honorářů, pro případ, že by se film musel zastavit.
Nakonec se jednalo o mimořádně úspěšný de Funèsův comeback. S tím, že on sám tvrdil, že opustil typ role cholerického herce a přechází touto rolí Duchemina na nový styl hraní.
Zajímavost: roli syna Gérarda měl původně hrát Pierre Richard. Ten však v té době dostal možnost natočit film Hračka. Odmítnutí role ale nepřestal litovat.

## Děj filmu
Pan Charles Duchemin (Louis de Funès) hájí největší chloubu Francie – gastronomii. Vydává proslulého knižního gastronomického průvodce a hodnotí kvalitu a vytříbenost jednotlivých restaurací. Má starosti se svým synem, který se nechce stát jeho nástupcem, ale klaunem v cirkusu. Jeho hlavním protihráčem je král motorestů a závodních jídelen, podnikatel Tricatel (Julien Guiomar), který se chystá v ďábelském plánu skoncovat s tradiční francouzskou kuchyní. Duchemin vnikne do Tricatelovy továrny a odebere vzorky jeho průmyslové kuchyně a nakonec ho s pomocí svého syna porazí v televizním duelu.

## Obsazení
| Louis de Funès | Charles Duchemin          |
| Coluche        | Gèrard Duchemin, jeho syn |
| Julien Guiomar | Jacques Tricatel          |
| Claude Gensac  | Stará Mariette            |
| Ann Zacharias  | Mladá Mariette            |